# Ingo Porges
Ingo Porges (* 22. August 1938 in Hamburg) ist ein ehemaliger deutscher Fußballspieler des FC St. Pauli, der im Jahre 1960 einmal in der deutschen Fußballnationalmannschaft zum Einsatz kam. Für St. Pauli hat er von 1956 bis 1963 in der damals erstklassigen Fußball-Oberliga Nord insgesamt 166 Ligaspiele bestritten und dabei 17 Tore erzielt.

## Sportliche Laufbahn

### Vereinskarriere
Aufgewachsen ist Ingo Porges im Hamburger Stadtteil Barmbek. Auf dem Grandplatz Brucknerstraße, in Stadtparknähe, und auf den Straßen und Hinterhöfen drumherum begann die Karriere von Ingo Porges. Mit sieben Jahren wechselte er von der Straße in die Knabenmannschaft der Blau-Weißen von USC Paloma Hamburg. Dort durchlief er alle Jugendjahrgänge und wechselte 1955 von der Brucknerstraße ans Millerntor zum FC St. Pauli. Trainer Heinz Hempel setzte ihn am vierten Spieltag der Saison 1956/57 in der Oberliga Nord beim Auswärtsspiel bei Werder Bremen am 9. September 1956 zum ersten Mal in der Liga-Mannschaft von St. Pauli ein. Der gerade 18 Jahre alte Nachwuchsspieler erzielte beide Treffer zum 2:1 der Hamburger. An der Seite von Otmar Sommerfeld, Harald Stender und Harry Wunstorf kam das Talent von Paloma in seiner Debütrunde in der Oberliga Nord auf 25 Spiele und 12 Tore. Bis zur Saison 1962/63 – dem letzten Jahr der Oberligen – verzeichnete Ingo Porges 166 Oberligaeinsätze mit 17 Toren. Sportlich entwickelte er sich in diesen Runden vom talentierten Stürmer über die linke Außenläuferposition zum herausragenden Chef der Abwehr als Mittelläufer. St. Pauli gelang in den sieben Runden mit Ingo Porges nicht der Einzug in die Endrunden um die deutsche Fußballmeisterschaft, obwohl mit „Oschi“ Osterhoff und Horst Haecks zwei außerordentlich erfolgreiche Torjäger für die Braun-Weißen stürmten.
Die vierten Plätze der Jahre 1957 und von 1960 bis 1962 in der Oberliga Nord waren die besten Ergebnisse der Paulianer. Die Duelle zwischen Ingo Porges und dem Nationalmittelstürmer Uwe Seeler vom Hamburger SV zählten zumeist zu den Höhepunkten der Derbys in diesen Jahren. Die positionsbedingte Auseinandersetzung war auch im Jahre 1960 am 13. Februar beim 4:1-Sieg von St. Pauli der Schlüssel zum Erfolg gegen den HSV. Porges besaß einen guten linken Fuß; beim HSV-Mittelstürmer kam bei Ballführung, Dribbling und dem Torschuss bevorzugt das rechte Bein zum Einsatz. Dadurch hatte der St. Pauli-Kapitän im Zweikampf am Boden gute Voraussetzungen, um bestehen zu können. Uwe Seeler kam im Norden auf 36 Tore und war zweifacher Torschütze zum 3:2-Sieg gegen den 1. FC Köln im Finale um die deutsche Meisterschaft am 25. Juni 1960 in Frankfurt am Main.
Durch die Nominierung von Eintracht Braunschweig als dritter Vertreter der Oberliga Nord für die 1963/64 startende Bundesliga setzte sich St. Pauli mit seinem Mannschaftskapitän Ingo Porges ab 1963 in der Zweitklassigkeit der Regionalliga Nord mit ihren Gegnern auseinander. Zwar errang man vor Hannover 96 die erste Meisterschaft in der Regionalliga, in der Aufstiegsrunde 1964 wurden die Hamburger aber durch Borussia Neunkirchen und den FC Bayern München auf den dritten Rang verwiesen. Beim ersten Aufstiegsrundenspiel überhaupt am 6. Juni 1964 bei der überraschend hohen 0:4-Heimniederlage gegen Bayern München erlebte Ingo Porges vor 26.000 Zuschauern den ersten Auftritt von Franz Beckenbauer in der Ligamannschaft der Bayern. Ein Mosaikstein zur sportlich unbefriedigend verlaufenen Aufstiegsrunde von St. Pauli war sicherlich das ganzjährige Ausweichen in das atmosphärisch ungeliebte Volksparkstadion.
Nachdem das Team 1965 als Nordvize im Qualifikationsspiel am SSV Reutlingen 05 gescheitert war, wollte man es im dritten Anlauf in der Aufstiegsrunde 1966 besser machen. Die Gegner waren Rot-Weiss Essen, Schweinfurt 05 und der 1. FC Saarbrücken. Die Braun-Weißen vom Millerntor gewannen beide Spiele gegen die Mannschaft von Willi Lippens, den Aufstieg feierten aber die Nachfolger von Helmut Rahn und Bernhard Termath, RW Essen. Bei einer 8:4-Punktgleichheit entschied das Torverhältnis von 10:6 gegenüber 10:8 Treffern für die Westdeutschen. In allen sechs Spielen hatte Ingo Porges St. Pauli auf das Feld geführt. Er absolvierte die Einsätze als linker Außenläufer. Als Stopper agierte der kopfballstarke Jürgen Weidlandt, der nach der Aufstiegsrunde in die Bundesliga zum Karlsruher SC wechselte. In den zwei folgenden Runden reichte es für das Millerntorteam nicht mehr zum Einzug in die Aufstiegsrunde zur Fußball-Bundesliga. Im Sommer 1968 beendete Ingo Porges nach 147 Einsätzen in der Regionalliga Nord seine aktive Laufbahn beim FC St. Pauli Hamburg. In zwölf Jahren – davon sechs als Mannschaftskapitän hatte er 313 Ligaspiele für seinen Verein bestritten.

### Auswahleinsätze
Bundestrainer Sepp Herberger benutzte in der Oberliga-Ära die Repräsentativspiele der Regional-Auswahlmannschaften zur Sichtung von Neulingen und der Formüberprüfung seiner bewährten Kandidaten der Nationalmannschaft. Für das Länderspiel am 23. März 1960 in Stuttgart gegen Chile – Veranstalterland der Fußball-Weltmeisterschaft 1962 – hatte er mit der Doppelveranstaltung am 19. März 1960 in Frankfurt am Main (Süd gegen West) und Ludwigshafen (Südwest gegen Nord) ebenfalls dieses Testverfahren angewandt. Ingo Porges spielte in der Verteidigung der Nord-Auswahl und war ein zukünftiger Kandidat für die Nationalmannschaft. Vor dem nächsten Länderspiel gegen Portugal am 27. April 1960 in Ludwigshafen sichtete der Bundestrainer am 26. April in Karlsruhe im Spiel einer DFB-Auswahl gegen eine Süd-Auswahl nicht nominierte Nationalmannschaftsaspiranten. Porges kam als linker Außenläufer im DFB-Team zum Einsatz. Das dritte Länderspiel des Jahres 1960 war für den 11. Mai in Düsseldorf gegen Irland terminiert. Da zur gleichen Zeit die Endrundenspiele um die deutsche Fußballmeisterschaft 1960 ausgetragen wurden, ergab sich eine Chance für Spieler, die nicht mit ihren Vereinsmannschaften in die Endrunde eingezogen waren. Ingo Porges bildete zusammen mit Willi Schulz (Union Günnigfeld) und Ferdinand Wenauer (1. FC Nürnberg) die Läuferreihe. Das Spiel wurde mit 0:1 Toren von Deutschland verloren. Vor Beginn der Verbandsspiele in den Oberligen der Saison 1960/61 führte der DFB mit der Fußballnationalmannschaft eine Reise nach Island durch. Am 3. August 1960 fand in Reykjavík das Länderspiel gegen Island statt. Das Team von Sepp Herberger gewann mit 5:0 Toren. In der Läuferreihe spielte er mit Willi Schulz, Herbert Erhardt und Horst Szymaniak. Abgerundet wurde die Islandreise mit zwei Freundschaftsspielen der DFB-Auswahl gegen isländische Vereinsmannschaften. In beiden Spielen kam Ingo Porges zum Einsatz.
Am 18. Dezember 1960 war er als Mittelläufer der Nord-Auswahl beim 1:1 in Hannover gegen den Westen wiederum auf dem Prüfstand. Im Jahre 1961 wurde Ingo Porges in drei Spielen der Juniorennationalmannschaft eingesetzt. Seine Leistung beim 1:0-Erfolg am 20. September 1961 in Odense gegen Dänemark, als er als Spielführer und Mittelläufer den Rückhalt der Defensive bildete, hatte beim Bundestrainer Eindruck hinterlassen. Beim WM-Qualifikationsspiel am 22. Oktober 1961 in Augsburg gegen Griechenland gehörte er dem Kader der Nationalmannschaft an. Bei dem 2:1-Sieg hatte Sepp Herberger bereits seine vollständige Abwehr für die Fußball-Weltmeisterschaft 1962 in Chile im Einsatz, nur der Italienlegionär Horst Szymaniak wurde durch Willi Giesemann vertreten.
Im April 1962 meldete der DFB der FIFA das 40er-Aufgebot für die WM 1962 mit Ingo Porges. Dem 22er-Aufgebot gehörte er aber schließlich nicht an. Nach der Weltmeisterschaft in Chile gehörte er keiner Auswahlmannschaft des DFB mehr an, bestritt aber insgesamt 13 Begegnungen mit der norddeutschen (NFV-)Auswahl.

## Weiterer Werdegang
1962 machte Ingo Porges sich als Kaufmann mit dem Aufbau eines Brennstoffhandels in Hamburg-Billstedt selbständig. Ab Mitte der 1970er Jahre betrieb er einen Lager- und Versandhandel mit Sportartikeln, Schwerpunkte: Tennisplatz-Zubehör und Tennishallen-Ausstattung.